# Pogo’s Empire
Pogo’s Empire ist ein österreichisches Independentlabel und Handelsunternehmen mit Sitz in Wien, das von Turbobier-Sänger Dominik Wlazny alias Marco Pogo im Jahr 2016 gegründet wurde. Der erste Release des Labels, Das Neue Festament von Wlaznys eigener Band Turbobier, erreichte Platz 1 der österreichischen Albumcharts. Ein vom Gründer unabhängiges Release war das Album Little To Late von Reverend Backflash.
Im Juli 2017 brachte das Unternehmen die Marke TurboBier bei Spar Österreich in den Handel.